# 아케메네스 제국
흐샤싸(고대 페르시아어: 𐎧𐏁𐏂), 또는 페르시아 제국은 아케메네스(Archaemenes)의 아들 테이스페스(Teispes)를 시조로 하는 아케메네스 왕조에 의해 건국된 페르시아 제국이다. 아케메네스 제국, 아케메네스 왕조 페르시아라고도 불린다. 아케메네스 제국은 페르시아에서 역사상 등장한 제국 중 가장 거대한 제국이며 최대 판도였을 당시 3개 대륙에 걸친 대제국이었다. 동쪽으로는 아프가니스탄, 파키스탄의 일부에서부터 이란, 이라크 전체 흑해 연안의 대부분의 지역과 소아시아 전체, 서쪽으로는 발칸반도의 트라키아, 현재의 팔레스타인 전역과 아라비아 반도, 이집트와 리비아 동북부에 이르는 광대한 지역이 아케메네스 제국의 영토였다. 국내에서 사용하는 페르시아 제국은 거의 아케메네스 제국을 의미한다.

## 역사

### 초기
당시 엘람 왕국이 아시리아에 패해 멸망한 뒤인 기원전 691년, 아케메네스 왕조의 시조인 테이스페스(Teispes)왕자는 안잔(Anzan) 시를 점령하고, 부친 아케메네스(Achaemenes)의 이름을 딴 왕조를 세웠다. 테이스페스는 왕국을 확장시켰으나, 그의 사후 왕국은 둘로 나뉘어 북부는 차남 아리아라메스(Ariarames)가, 남부는 장남 키루스(Cyrus)가 통치했다.
키루스 1세(Cyrus Ⅰ)는 페르시아인들을 통합했으며, 그의 아들 캄비세스 1세(Cambyses)는 메디아 왕국(Media)의 공주 만다네(Mandane)와 혼인함으로써 페르시아와 메디아를 통합했다. 캄비세스의 장남 키루스 2세(Cyrus Ⅱ: 기원전 559~529 재위)는 쿠루쉬(Kurush)라고도 불렸으며, 주변국들을 점령하며 아케메네스 왕조의 초석을 마련하였으므로 그가 즉위한 기원전 559년부터를 아케네메스 왕조의 시작으로 본다.

### 팽창기
왕위에 오른 키루스 2세는 기원전 555년 메디아 왕국을 점령했으며, 기원전 545년에 소아시아를 점령한데 이어 기원전 539년에는 메소포타미아 지역의 강대국인 신바빌로니아 제국을 멸망시켰다. 이어서 기원전 529년 아랄해 연안의 자카르테스(Jaxartes)유역의 스키타이를 정벌하기 위해 원정길에 나선 키루스 2세는 전쟁 중 사망했으며, 이후 그의 아들 캄비세스 2세(Kambyses II)가 왕위에 올라 이집트를 정복하였다. 그러나 그가 원정으로 자리를 비운 동안, 멸망한 메디아의 종교지도자 가우마타(Gaumata)가 캄비세스 2세의 동생임을 자처하며 왕권을 차지하려 했다. 이 소식을 듣고 이집트에서 돌아오던 캄비세스 2세는 재위 8년 만인 기원전 522년에 이집트의 시와(Siwa)에서 사망했다.
캄비세스를 도와 페르시아의 군인으로 이집트 원정에 참가했던 아케메네스의 왕족 다리우스 1세(Darius Ⅰ: 기원전 521~486 재위)가 이집트로 돌아와 기원전 522년 가우마타를 죽이고 반란을 진압했다. 이후 다리우스는 제국 전역에서 일어났던 반란을 모두 진압하고 기원전 521년 12월에 아케메네스 왕조의 왕위에 올랐다. 다리우스 1세와 그를 계승한 크세르크세스 1세(Xerxses Ⅰ: 기원전 486~466 재위)의 통치 기간 중 아케메네스 왕조는 전성기를 맞았다.
다리우스 1세와 크세르크세스 1세의 통치기에 아케메네스 왕조는 동서로는 히파시스 강에서 리비아까지, 남북으로는 아라비아 반도에서 캅카스산맥과 아랄해까지 영토를 확장했다. 또한 정복민에 대해서도 관대했으며, 각 지방마다 ‘사트라프’로 불리는 총독을 파견하는 한편, 왕의 직속 관리들이 총독을 감찰해 왕에게 보고하도록 했다. 왕의 비문은 대개 3개 언어(고대 페르시아어, 엘람어, 아카드어)로 씌어졌으나, 제국의 행정문서와 외교문서에는 아람어가 사용되었다. 제국의 절정기에는 건축 활동이 활발히 이루어졌으며, 제국의 수도였던 파사르가다에, 페르세폴리스 등이 대표적 유적이다. 또한 다리우스 1세의 정복 활동을 묘사한 비수툰(Biston) 부조를 비롯하여 수많은 예술 작품과 세공품들은 아케메네스 왕조의 뛰어난 예술 양식을 보여준다.
크세르크세스 1세는 이집트의 반란을 무자비하게 진압한 뒤 그곳의 전통적 행정체계를 무시하고, 페르시아식 행정체계를 철저하게 갖추어 나갔다. 그는 기원전 480년 그리스 북부를 함락했으나 같은 해 8월 살라미스 해전에서의 대패와 플라타이아 전투의 패배를 끝으로 오랜 원정에서 돌아와 수사·엑바타나·페르세폴리스 등에서 생활의 안락함 속에 묻혀버렸다. 기원전 465년 후궁들간의 음모로 크세르크세스가 암살당한 후 후궁의 병폐는 점차 힘을 소모시키게 되었다.

### 말기
크세르크세스 1세를 계승한 아르타크세르크세스 1세(기원전 424년 사망)의 통치기부터 왕족 내부에 파벌이 형성되면서 제국이 분열되기 시작했다. 그의 뒤를 이은 크세르크세스 2세는 소그드인에 의해 암살당했으며, 후계자 다리우스 2세 역시 그 정통성이 명확하지 않았다. 이들의 통치기간에는 반란과 내분이 끊이지 않았고, 또 그리스 도시국가인 스파르타와 아테네 간의 펠로폰네소스 전쟁(기원전 431년~기원전 404년)이 장기간 지속되었다. 이 전쟁에서 페르시아인들은 처음엔 아테네와 협력관계를 유지했으나, 후에는 스파르타와 가까워졌다. 결국 기원전 404년 페르시아의 지원과 스파르타의 막강한 병력으로 아테네는 몰락했다.
다리우스 2세의 장남 아르타크세르크세스 2세는 재위 중 스파르타와 전쟁을 벌여 스파르타를 누르고 에게해의 지배권을 장악했다. 그러나 기원전 405년 반란을 일으킨 이집트에 대해서는 적절한 대응을 취하지 못해 이집트가 독립하는 계기를 만들어주었다. 기원전 359년 계략과 술수, 하렘의 음모와 살인의 점철 속에 아르타크세르크세스 3세가 즉위했다. 그는 기원전 358년에 아나톨리아의 반란을 진압하고, 기원전 343년에 이집트를 다시 정복했다. 또한 그는 취임 즉시 내분의 원인이 되어온 많은 인척들을 척결했으나, 그 자신도 환관 바고아스에 의해 살해되었으며, 아르타크세르크세스 2세의 증손자인 전 사트라프 다리우스 3세가 왕위를 계승했다.
그러나 그의 뒤를 이은 다리우스 3세(기원전 336년 즉위)는 마케도니아의 알렉산드로스 3세와의 전투에서 잇따라 패하였고, 기원전 330년 4월 수도인 페르세폴리스는 알렉산드로스의 수중에 떨어졌으며 같은 해 여름 피난길에서 베수스에게 살해되었다.

## 사회
사회조직은 일반적으로 전사 및 귀족·사제·농민 및 유목민의 세 계급으로 이루어진 봉건제적 질서 위에 부족제적 구조가 횡적으로 가로놓인 형태를 취하고 있었다. "왕 중 왕"이란 칭호는 중앙권력이 피라미드식 권력구조를 통해 제국을 지배했음을 보여주는 것이다. 이같은 사회권력 구조는 지배권력의 요구와 피지배민족들의 정치적 이상의 영향을 받아 많은 변화를 보였지만 후대에까지 페르시아식 문화의 이상형으로 존중되고 있다.

## 문화
다민족 국가인 아케메네스 왕조는 집단적 사회문화가 특징이어서 페르시아적인 것, 특히 아케메네스 시대의 특성을 가려내기가 힘들다.

### 언어
페르시아인들은 본래 고대 페르시아어를 사용했으나 이 언어는 문자가 없었고 다리우스가 왕위에 올라 자신의 통치 초기의 업적을 기록한 비석을 세울 때 문자를 만들도록 명령하여 처음 문자가 만들어졌다. 고대 페르시아어는 실무언어로 사용하지 않았고 엘람어가 파르스 지역과 엘람 지역의 행정언어로 사용된 것 같다. 그리고 아람어가 행정기구에 더불어 사용된 것으로 보인다. 또한 조로아스터교의 종교적 언어인 아베스타어도 사용되었다.

### 종교
고대 페르시아인들은 브라만교와 유사한 다신교를 믿으며 가축헌납, 불의 숭상 및 알코올기가 있는 하오마 나무 즙 마시기 등을 행했다. 그러다가 기원전 600년경 이란고원의 북동쪽에 페르시아의 예언자 겸 스승인 자라투스트라가 나타났다. 그는 위선(Druj：악의 우두머리)을 배척하고 진실과 정의를 역설했다. 그의 신은 아후라 마즈다로 조로아스터교의 상징이자 창조주였다. 조로아스터교는 일신교일지라도 세계를 선과 악으로 나누었고, 둘 다 인간의 마음을 사로잡으려 투쟁을 벌인다고 보았다. 더구나 그는 낭비적인 가축헌납을 중단시키고 대신 진리의 상징으로 불을 사용하여 고대 페르시아인의 관행을 개조했다. 단지 하오마 나무 즙 마시기는 일부 제한적으로 허용되었다.
조로아스터교의 추종자들과 고대 이란 종교의 추종자들 사이에 갈등이 노출되기도 했다. 그러나 타협과 조화로 이를 극복했고 아르타크세르크세스 1세와 2세의 통치중에는 조로아스터력이 채택되었으며, 또 고대 이란의 신 미트라와 여신 아나히타도 조로아스터교의 최고신 아후라 마즈다와 같이 왕실에서 받아들여졌다. 이러한 의미로 볼 때 아케메네스의 왕들은 조로아스터교도였지만, 이 종교는 자라투스트라가 본래 의도했던 조로아스터교는 아니었고 매우 변해 있었다. 그 후 사산 왕조 시대의 조로아스터교는 더욱 변모하여 일반대중의 관행과 아케메네스 왕조의 종교관행 및 예언자 조로아스터의 순수한 가르침의 혼합물이 되었다.

### 건축
현존하는 아케메네스의 건축물 중 페르세폴리스 북쪽, 키루스의 수도 파사르가다에가 가장 오래된 건축물이다. 그곳의 정문건물과 알현실은 당시 건축술의 특징을 잘 보여준다.
기원전 518년 다리우스 1세가 수도를 페르세폴리스로 옮기자 새로운 궁성의 건설이 시작되어 크세르크세스와 아르타크세르크세스 1세에 의해 거의 반세기 만에 완성되었다. 이 궁성은 13m 높이와 세로 500m, 가로300m 넓이의 터에 세워진 것이다. 다리우스 황제의 주된 거주지였던 수사의 왕궁은 영역 내의 각 지방, 즉 레바논의 삼목, 에티오피아의 상아, 이오니아의 장식, 이집트의 은과 흑단 등등의 공급자료와 각 지역의 석공을 동원하여 지었다고 황제는 자랑했다.
아케메네스 시대의 건축, 특히 페르세폴리스의 궁전은 제국 내의 여러 영토에서 온 건축자료와 인력을 총동원하여 완성했다. 조형미도 갖추었고 그 규모도 웅대하여 제국의 기능과 페르시아적 포용성의 일면을 엿볼 수 있다. 또 건축 전체는 항상 페르시아적 고유미를 풍기게 한 점이 특이하다. 건축 외에도 금가공업에 이러한 특성이 돋보인다. 아케메네스 시대의 금 가공기술은 메디아 왕국에서 발달된 것으로서 후에 페르시아의 전통으로 계승되었다. 다리우스와 크세르크세스에 이르러 완성된 페르세폴리스의 궁성 등 건축물은 고대문명 세계의 가장 훌륭한 예술작품 가운데 하나로 손꼽힌다.

### 행정 구역과 법체계
제국의 법체계에는 각 지역 거주민족의 관습법과 제국 전체를 포괄하는 페르시아 법 등 2가지가 공존했다. 왕실재판관은 법률과 관습에 대해 왕에게 조언했다. 각 주에서는 사트라프가 최고재판권을 가지고 있었다. 다리우스 1세는 조세제도를 개혁하여 각 주에서 생산력에 따라 할당된 세액을 매년 금이나 은으로 지불하게 했다. 그리고 정확한 세액계산을 위해 화폐와 도량형을 통일했다.
아케메네스 시대의 토지는 거의 대부분 페르시아족이 차지하고 있었으나, 일부 비(非)페르시아족들도 유사한 부와 권력을 누릴 수 있었다. 아케메네스 왕조는 농업발달과 무역증진을 위해 육로의 보수와 해상로 개척에도 크게 공헌했다. 특히 다리우스 1세는 이집트에 의해 시작되었던 홍해와 나일강을 연결하는 운하 개설계획을 완성하여 무역을 촉진했다. 아케메네스는 서아시아와 그리스에 이르는 강력한 제국을 건설했고, 예술·철학·문학·종교·경제·과학 등에 훌륭한 업적을 이룩하여 헬레니즘의 밑거름이 되었으며 수메르인들이 시작한 고대문명을 종결시키고 세계사에 새로운 지평을 여는 데 공헌했다.

## 왕조의 계보
- 아케메네스, 왕조의 시조로 알려져있는 인물 .. 아케메네스왕국 is not equal to 아케메네스제국(키루스2세부터)
- 테이스페스, 아케메네스의 아들
- 키루스 1세, 테이스페스의 왕자
- 캄비세스 1세, 키루스 1세의 왕자
- 키루스 2세, 캄비세스 1세의 왕자, 사실상 아케메네스 제국의 창시자 (제1대 샤한샤), 통치 : 기원전 550년–기원전 530년 (기원전 550년 메디아 정복) 유대인을 바빌론의 유수에서 풀어줌
- 캄비세스 2세, 키루스 대왕(2세)의 왕자, 통치기간 : 529–기원전 522년
  - 스메르디스, 키루스 대왕의 왕자라고 주장, 통치 기원전 522년 (제위찬탈자)
- 다리우스 1세 대왕, 스메르디스의 사위, 아르사메스의 손자, 통치기간 : 521년–기원전 486년
- 크세르크세스 1세, 다리우스 1세의 왕자, 통치기간 : 485년–기원전 465년 .. 그리스와 전쟁 (페르시아전쟁)
- 아르타크세르크세스 1세 롱기마누스, 크세르크세스 1세의 왕자, 통치기간 : 465년–기원전 424년
- 크세르크세스 2세, 아르타크세르크세스 1세의 왕자 , 통치기간 : 기원전 424년
- 소그디아노스, 크세르크세스 2세의 배다른 형제이자 경쟁자, 통치기간 : 424년–기원전 423년
- 다리우스 2세 노투스, 크세르크세스 2세의 배다른 형제이자 경쟁자, 통치기간 : 기원전 423년–기원전 405년
- 아르타크세르크세스 2세, 므네몬(Mnemon)다리우스 2세의 왕자, 통치기간 : 404년–359년
- 아르타크세르크세스 3세, 아르타크세르크세스 2세의 왕자, 통치기간 : 기원전 358년–기원전 338년
- 아르타크세르크세스 4세, 아르타크세르크세스 3세의 왕자, 통치기간 : 338년–기원전 336년
- 다리우스 3세 코모만누스, 다리우스 2세의 증손, 마지막 통치자, 통치기간 : 336년–기원전 330년

## 같이 보기
- 페르시아 제국
- 그리스-페르시아 전쟁
- 이란
- 이라크

## 참고 문헌
- 이 문서에는 다음커뮤니케이션(현 카카오)에서 GFDL 또는 CC-SA 라이선스로 배포한 글로벌 세계대백과사전의 내용을 기초로 작성된 글이 포함되어 있습니다.